# Force of Arms
Force of Arms (br e pt:Quando Passar a Tormenta) é um filme estadunidense de 1951, do gênero drama , dirigido por Michael Curtiz. Relançado três anos depois nos EUA com o título de A Girl For Joe, o filme é uma refilmagem disfarçada de A Farewell to Arms, de 1932, com o cenário mudado para a Segunda Guerra Mundial.

## Sinopse
Itália, 1943. O avanço americano é duramente sustado pelo exército nazista. Com seu pelotão dizimado, o Sargento Joe Peterson bate em retirada para Nápoles, onde conhece a Tenente Eleanor MacKay. Eles se apaixonam e conseguem manter o romance, apesar dos frequentes retornos de Joe à frente de batalha. Joe se sente culpado pela morte de seus comandados, mas isso não impede que se casem. Quando é declarado desaparecido, Eleanor sai a sua procura.

## Elenco
| Ator/Atriz       | Personagem                  |
| ---------------- | --------------------------- |
| William Holden   | Sargento Joe Peterson       |
| Nancy Olson      | Tenente Eleanor MacKay      |
| Frank Lovejoy    | Major Blackford             |
| Gene Evans       | Sargento Smiley 'Mac' McFee |
| Dick Wesson      | Kleiner                     |
| Paul Picerni     | Sheridan                    |
| Katherine Warren | Major Waldron               |